# Катица Илеш
Катица Илеш (Осијек, ФНР Југославија, 30. март 1946) је бивша југословенска и хрватска рукометашица, мађарског порекла, која је играла за Осијек из Осијека и југословенску репрезентатицију. Са рукометном репрезентацијом Југославије је учествовала на олимпијским играма 1980. у Москви где је освојила сребрну олимпијску медаљу.

## Клупска каријера
Катица Илеш је са рукометом почела да се бави у тринаестој години у родном Осијеку, у женском рукометном клубу Графичар. Касније прелази у ЖРК Осијек, где остаје до краја каријере у земљи. Са ЖРК Осијек 1982. године осваја трофеј Купа победница купова Европе.
После овог успеха налази ангажман у иностранству и потписује за рукометни клуб Омрон из Јамаге у Јапану.

## Репрезентација
Са женском рукометном репрезентацијом Југославије је освојила две медаље на светским првенствима, сребро 1971. године у Холандији и злато 1973. године у Југославији.
На олимпијским играма 1980. у Москви, Катица Илеш је као најстарија репрезентативка, тада је имала 34 године., одиграла пет утакмица и постигла је 9 голова
Катица Илеш је за репрезентацију Југославије одиграла 201 утакмицу и постигла је 345 голова.
Носила је капитенску траку у периоду од 1973. године па до 1980. године када се опростила од репрезентације. Укупно је за рпрезентацију Југославије играла 17 година, од 1963. па до 1980. године.

## Тренерска каријера
Катица Илеш је тренирала (помоћни тренер) репрезентацију Јапана и млађе категорије ЖРК Осијек Кроација осигурање.

## Приватан живот
Катица Илеш је дипломирала на Факултету фиичке културе и после престанка активног бављења рукометом посветила се позиву професора физичке културе. Током 1999. године добила је државну награду за животно дело, у категорији спорт, Фрањо Бучар.
Такође је добитница признања Хрватског Олимпијског одбора Матија Љубек, који је добила 2007. године .
У мандату 1996-2000. је била члан хрватског Олимпијског комитета и носилац је више функција као што су председник Одбора за спорт града Осијека, чланица Извршног одбора Хрватског клуба Олимпијаца.